# Peumocryptus pucon
Peumocryptus pucon är en stekelart som beskrevs av Porter 1998. Peumocryptus pucon ingår i släktet Peumocryptus och familjen brokparasitsteklar. Inga underarter finns listade i Catalogue of Life.